# مدينة التخزين

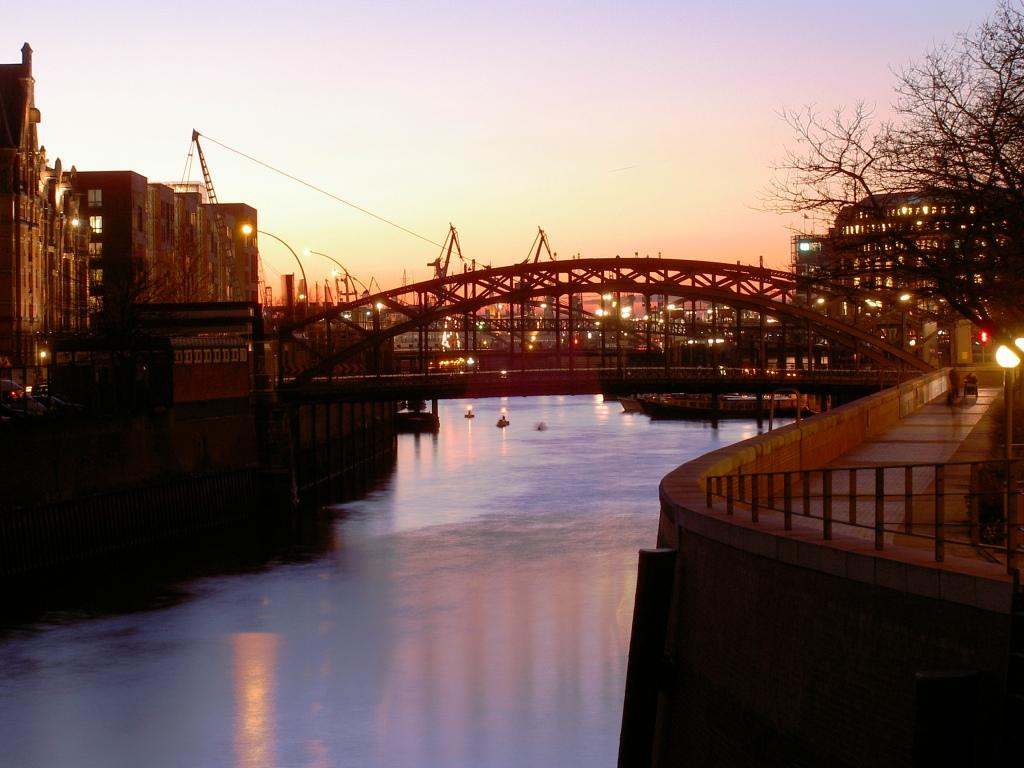
قنال الجمارك في مدينة التخزين بهامبورغ

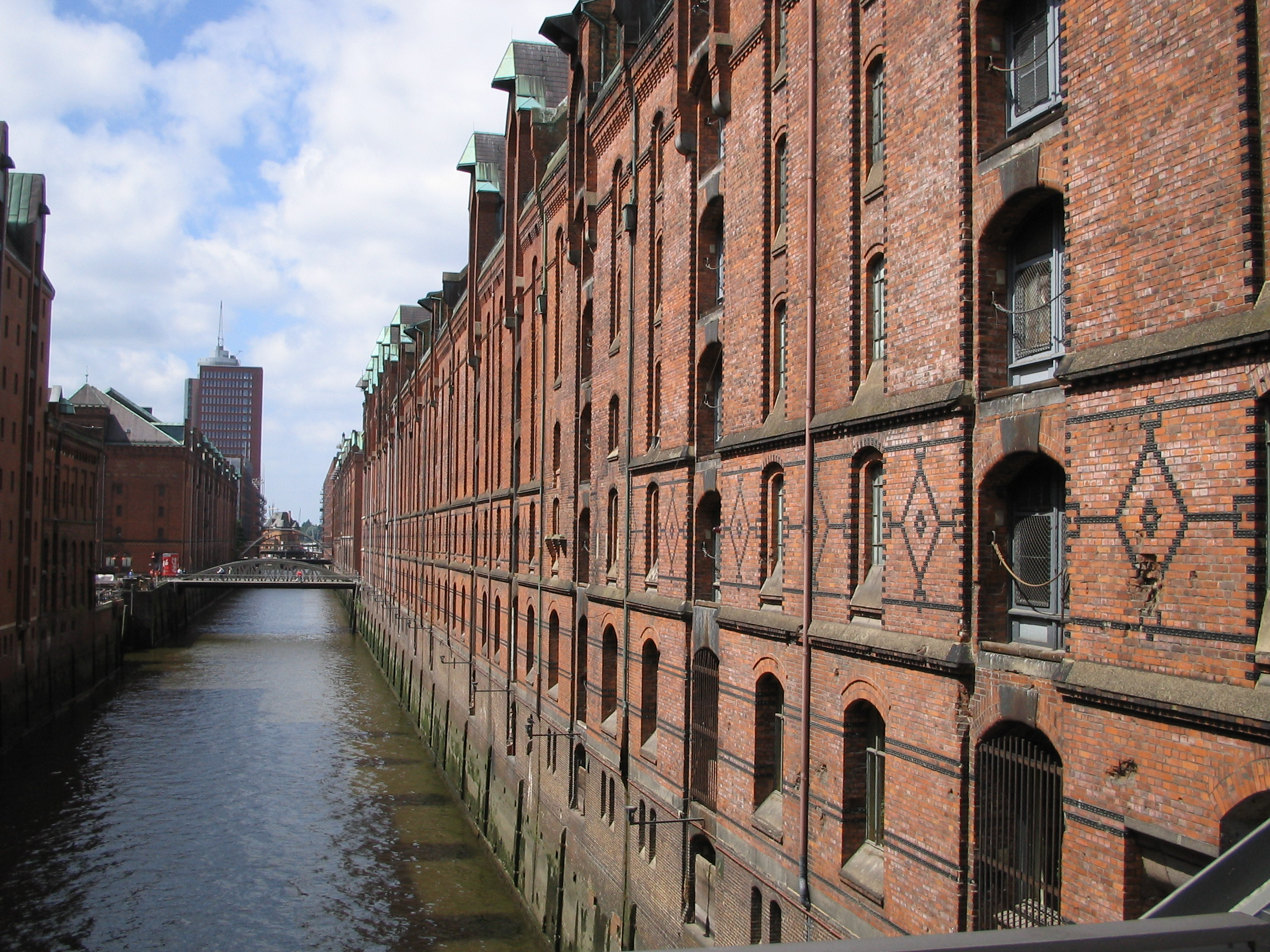
صورة تمثل طراز البناء الموحد في المدينة وتداخل القنوات بين الأبنية

مدينة التخزين (بالألمانية: Speicherstadt) هي منطقة جمركية حرة، بنيت في أواخر القرن التاسع عشر في منطقة جنوب وسط مدينة هامبورغ الألمانية. كان الغرض الأساسي منها، توفير منطقة حرة لميناء هامبورغ الحر آنذاك، يتمكن من خلاله التجار من ايواء بضائعهم المستوردة بدون أن يدفعوا جماركها. تستعمل المدينة لحد الآن لهذا الغرض ولأغراض أخرى. طراز بناء المدينة موحد نوعا ما، مما يعطيها رونقا خاصا. البنايات منشأة على أطراف القنوات من طوب أحمر وذو ارتفاع يقارب من السبعة أدوار. تربط الجسور الصغيرة بين الشوارع الضيقة. أساسات الأبينة موجودة في الماء. تستعمل القوارب للتنقل ولتخزين البضائع في المستودعات بكثرة. تم تدمير المدينة بشكل واسع أثناء الحرب العالمية الثانية، ولكنها بشكل عام حافظت على طرازها، الذي سرعان ما تم إعادته بعد انتهاء الحرب. اليوم تستعمل المدينة كمقر لعدد من الشركات وخاصة تلك المتعلقة باستيراد البضائع وتصديرها. هناك نقاط تفتيش جمركية على مداخل ومخارج المدينة. كما أن هناك عملية إعادة تنظيم وبناء شاملة لمنطقة ميناء هامبورغ، حتى مدينة التخزين هي جزء من هذه العملية.
تستعمل مدينة التخزين لاستيداع مواد كمالية ثمينة، كالتبغ والبن والشاي والبهارات والكحول والمكسرات والفواكه الاستوائية والكاكاو والسجاد والحرير، إلى جانب المعدات الميكيانيكية والكهربائية. يوجد على سبيل المثال أكبر كميات من السجاد اليدوي مخزنة بها في العالم، يمكن تقدير كمياته ب 120,000 متر مربع من السجاد. بها متحف للجمارك ومتحف للبهارات ومتحف لتاريخ المدينة نفسه ومتحف أفغاني. كما يوجد بها بيتا للرعب يستقطب الكثير من الزائرين.